# Liga Mundial de Voleibol de 2017
La Liga Mundial de Voleibol 2017 fue la edición número 28 del torneo internacional de voleibol. Se jugó del 2 de junio al 8 de julio de 2017. 36 equipos tomaron parte en el torneo.

## Equipos calificados
| África | Asia y Oceanía | Europa     | Europa          | Norteamérica, Centro América y el Caribe | Sudamérica |
| ------ | -------------- | ---------- | --------------- | ---------------------------------------- | ---------- |
| Egipto | Australia      | Alemania   | Grecia          | Canadá                                   | Argentina  |
| Túnez  | China          | Austria    | Italia          | Estados Unidos                           | Brasil     |
|        | China Taipéi   | Bélgica    | Montenegro      | México                                   | Venezuela  |
|        | Corea del Sur  | Bulgaria   | Países Bajos    |                                          |            |
|        | Irán           | Eslovaquia | Polonia         |                                          |            |
|        | Japón          | Eslovenia  | Portugal        |                                          |            |
|        | Kazajistán     | España     | República Checa |                                          |            |
|        | Qatar          | Estonia    | Rusia           |                                          |            |
|        |                | Finlandia  | Serbia          |                                          |            |
|        |                | Francia    | Turquía         |                                          |            |

## Sistema de competición

### Ronda intercontinental
- Grupo 1: Los 12 equipos son distribuidos en 9 grupos de 4 equipos. En cada grupo, todos los equipos competirán a partido único. Los resultados de los 9 grupos se combinarán en una tabla de clasificación única. Los anfitriones y los cinco mejores equipos clasificados jugarán la ronda final. El último equipo clasificado después de la Ronda Intercontinental podría ser relegado si los ganadores de la Ronda Final del Grupo 2 pueden cumplir con los requisitos de promoción establecidos por la FIVB.

- Grupo 2: Los 12 equipos serán distribuidos en 9 grupos de 4 equipos. En cada grupo, todos los equipos competirán a partido único. Los resultados de los 9 grupos, se tendrán en cuenta en una tabla de clasificación única. Los anfitriones y los tres mejores clasificados jugarán en la ronda final. El último equipo clasificado después de la Ronda Intercontinental podría ser relegado si los ganadores de la Ronda Final del Grupo 3 pueden cumplir con los requisitos de promoción establecidos por la FIVB.

- Grupo 3: Los 12 equipos serán redistribuidos en 6 grupos de 4 equipos. En cada grupo, todos los equipos competirán a partido único. Los resultados de los 6 grupos se combinarán en una tabla de clasificación única. Los anfitriones y los tres mejores clasificados jugarán en la ronda final. El último equipo clasificado después de la Ronda Intercontinental podría ser relegado si los ganadores de la Ronda Final de las competiciones inferiores pueden cumplir con los requisitos de promoción establecidos por la FIVB.

### Ronda final
- Grupo 1: Los 6 equipos en la ronda final se dividirán en 2 grupos determinados por el sistema serpentino. El equipo anfitrión estará en la primera posición y los otros equipos serán asignados por su clasificación en la ronda preliminar. Los 2 mejores equipos de cada grupo jugarán en semifinales. Los equipos ganadores jugarán en el partido final por las medallas de oro.

- Grupo 2 y 3: El equipo anfitrión se enfrentará al último equipo clasificado entre los equipos calificados en las semifinales. Los otros 2 equipos jugarán uno contra el otro en la otra semifinal. Los equipos ganadores jugarán en el partido final por las medallas de oro y una oportunidad para la promoción.

## Formato del torneo

### Grupo 1
| Semana 1     | Semana 1       | Semana 1    | Semana 2   | Semana 2       | Semana 2       | Semana 3        | Semana 3       | Semana 3      |
| Grupo A1     | Grupo B1       | Grupo C1    | Grupo D1   | Grupo E1       | Grupo F1       | Grupo G1        | Grupo H1       | Grupo I1      |
| Sede: Italia | Sede: Serbia   | Sede: Rusia | Sede: Irán | Sede: Bulgaria | Sede: Francia  | Sede: Argentina | Sede: Polonia  | Sede: Bélgica |
| ------------ | -------------- | ----------- | ---------- | -------------- | -------------- | --------------- | -------------- | ------------- |
| Brasil       | Bélgica        | Argentina   | Argentina  | Brasil         | Estados Unidos | Argentina       | Estados Unidos | Bélgica       |
| Irán         | Canadá         | Bulgaria    | Bélgica    | Bulgaria       | Francia        | Brasil          | Irán           | Canadá        |
| Italia       | Estados Unidos | Francia     | Irán       | Canadá         | Italia         | Bulgaria        | Polonia        | Francia       |
| Polonia      | Serbia         | Rusia       | Serbia     | Polonia        | Rusia          | Serbia          | Rusia          | Italia        |

### Grupo 2
| Semana 1            | Semana 1         | Semana 1      | Semana 2        | Semana 2      | Semana 2         | Semana 3    | Semana 3     | Semana 3           |
| Grupo A2            | Grupo B2         | Grupo C2      | Grupo D2        | Grupo E2      | Grupo F2         | Grupo G2    | Grupo H2     | Grupo I2           |
| Sede: Corea del Sur | Sede: Eslovaquía | Sede: Turquía | Sede: Finlandia | Sede: Japón   | Sede: Rep. Checa | Sede: China | Sede: Egipto | Sede: Países Bajos |
| ------------------- | ---------------- | ------------- | --------------- | ------------- | ---------------- | ----------- | ------------ | ------------------ |
| Corea del Sur       | Australia        | China         | Australia       | Corea del Sur | Egipto           | Australia   | Egipto       | Corea del Sur      |
| Eslovenia           | Eslovaquia       | Egipto        | China           | Eslovenia     | Países Bajos     | China       | Eslovenia    | Eslovaquia         |
| Finlandia           | Japón            | Países Bajos  | Eslovaquia      | Japón         | Portugal         | Japón       | Finlandia    | Países Bajos       |
| República Checa     | Portugal         | Turquía       | Finlandia       | Turquía       | República Checa  | Turquía     | Portugal     | República Checa    |

### Grupo 3
| Semana 1     | Semana 1         | Semana 1       | Semana 2      | Semana 2     | Semana 2      |
| Grupo A3     | Grupo B3         | Grupo C3       | Grupo D3      | Grupo E3     | Grupo F3      |
| Sede: España | Sede: Montenegro | Sede: Alemania | Sede: Estonia | Sede: Túnez  | Sede: Austria |
| ------------ | ---------------- | -------------- | ------------- | ------------ | ------------- |
| España       | China Taipéi     | Alemania       | Estonia       | China Taipéi | Alemania      |
| Grecia       | Estonia          | Austria        | Grecia        | Kazajistán   | Austria       |
| México       | Montenegro       | Kazajistán     | Qatar         | Montenegro   | España        |
| Qatar        | Túnez            | Venezuela      | Venezuela     | Túnez        | México        |

## Grupo 1

### Ronda intercontinental

#### Posiciones
- Clasificados a la ronda final.
     - Clasificado a la ronda final como organizador.
     - Relegado al Grupo 2.
| Pos | Equipo         | Juegos | Juegos | Pts. | Sets | Sets | Sets  | Puntos | Puntos | Puntos |
| Pos | Equipo         | G      | P      | Pts. | G    | P    | Coc   | G      | P      | Coc    |
| --- | -------------- | ------ | ------ | ---- | ---- | ---- | ----- | ------ | ------ | ------ |
| 1   | Francia        | 8      | 1      | 25   | 26   | 7    | 3.714 | 792    | 673    | 1.177  |
| 2   | Brasil         | 6      | 3      | 19   | 22   | 14   | 1.571 | 817    | 786    | 1.039  |
| 3   | Serbia         | 6      | 3      | 18   | 21   | 14   | 1.500 | 797    | 767    | 1.039  |
| 4   | Rusia          | 5      | 4      | 14   | 19   | 16   | 1.188 | 787    | 775    | 1.015  |
| 5   | Canadá         | 5      | 4      | 12   | 18   | 20   | 0.900 | 843    | 858    | 0.983  |
| 6   | Estados Unidos | 4      | 5      | 14   | 19   | 16   | 1.188 | 816    | 804    | 1.015  |
| 7   | Bélgica        | 4      | 5      | 14   | 18   | 19   | 0.947 | 808    | 819    | 0.987  |
| 8   | Polonia        | 4      | 5      | 12   | 17   | 19   | 0.895 | 806    | 801    | 1.006  |
| 9   | Bulgaria       | 4      | 5      | 10   | 16   | 22   | 0.727 | 819    | 861    | 0.951  |
| 10  | Argentina      | 3      | 6      | 11   | 15   | 22   | 0.682 | 800    | 837    | 0.956  |
| 11  | Irán           | 3      | 6      | 7    | 11   | 23   | 0.478 | 739    | 795    | 0.930  |
| 12  | Italia         | 2      | 7      | 6    | 13   | 23   | 0.565 | 798    | 846    | 0.943  |

#### Semana 1
- DEL 2 AL 4 DE JUNIO[2]

Grupo A1
- Sede:  Adriatic Arena, Pesaro, Italia

| Fecha      | Hora  | Equipo 1 | Res.  | Equipo 2 | Set 1 | Set 2 | Set 3 | Set 4 | Set 5 | Total     | Reporte |
| ---------- | ----- | -------- | ----- | -------- | ----- | ----- | ----- | ----- | ----- | --------- | ------- |
| 2 de junio | 17:00 | Brasil   | 2 – 3 | Polonia  | 20-25 | 25-20 | 25-19 | 22-25 | 8-15  | 100 – 104 | P2 P3   |
| 2 de junio | 20:00 | Italia   | 3 – 0 | Irán     | 25-22 | 25-23 | 25-22 |       |       | 75 – 67   | P2 P3   |
| 3 de junio | 14:00 | Italia   | 1 – 3 | Polonia  | 25-21 | 17-25 | 18-25 | 23-25 |       | 83 – 96   | P2 P3   |
| 3 de junio | 17:00 | Irán     | 1 – 3 | Brasil   | 25-21 | 19-25 | 22-25 | 22-25 |       | 88 – 96   | P2 P3   |
| 4 de junio | 14:00 | Italia   | 1 – 3 | Brasil   | 15-25 | 25-17 | 23-25 | 22-25 |       | 85 – 92   | P2 P3   |
| 4 de junio | 17:00 | Polonia  | 1 – 3 | Irán     | 25-18 | 23-25 | 23-25 | 22-25 |       | 93 – 93   | P2 P3   |

Grupo B1
- Sede:  SPC Vojvodina, Novi Sad, Serbia

| Fecha      | Hora  | Equipo 1       | Res.  | Equipo 2       | Set 1 | Set 2 | Set 3 | Set 4 | Set 5 | Total     | Reporte |
| ---------- | ----- | -------------- | ----- | -------------- | ----- | ----- | ----- | ----- | ----- | --------- | ------- |
| 2 de junio | 16:00 | Bélgica        | 2 – 3 | Canadá         | 22-25 | 25-19 | 24-26 | 25-23 | 13-15 | 109 – 108 | P2 P3   |
| 2 de junio | 19:00 | Serbia         | 3 – 1 | Estados Unidos | 25-18 | 23-25 | 25-20 | 25-21 |       | 98 – 84   | P2 P3   |
| 3 de junio | 16:00 | Canadá         | 3 – 2 | Estados Unidos | 23-25 | 25-19 | 18-25 | 25-23 | 15-11 | 106 – 103 | P2 P3   |
| 3 de junio | 19:00 | Bélgica        | 3 – 0 | Serbia         | 25-20 | 25-18 | 25-23 |       |       | 75 – 61   | P2 P3   |
| 4 de junio | 16:00 | Estados Unidos | 1 – 3 | Bélgica        | 23-25 | 16-25 | 25-22 | 26-28 |       | 90 – 100  | P2 P3   |
| 4 de junio | 19:00 | Canadá         | 1 – 3 | Serbia         | 23-25 | 21-25 | 25-20 | 20-25 |       | 89 – 95   | P2 P3   |

Grupo C1
- Sede:  Kazan Volleyball Centre, Kazán, Rusia

| Fecha      | Hora  | Equipo 1  | Res.  | Equipo 2  | Set 1 | Set 2 | Set 3 | Set 4 | Set 5 | Total     | Reporte |
| ---------- | ----- | --------- | ----- | --------- | ----- | ----- | ----- | ----- | ----- | --------- | ------- |
| 2 de junio | 16:10 | Francia   | 3 – 0 | Bulgaria  | 25-23 | 25-15 | 25-22 |       |       | 75 – 60   | P2 P3   |
| 2 de junio | 19:10 | Rusia     | 3 – 0 | Argentina | 25-17 | 25-18 | 25-19 |       |       | 75 – 54   | P2 P3   |
| 3 de junio | 16:10 | Bulgaria  | 2 – 3 | Argentina | 23-25 | 25-23 | 25-20 | 21-25 | 12-15 | 106 – 108 | P2 P3   |
| 3 de junio | 19:10 | Rusia     | 1 – 3 | Francia   | 13-25 | 20-25 | 25-22 | 21-25 |       | 79 – 97   | P2 P3   |
| 4 de junio | 16:10 | Argentina | 0 – 3 | Francia   | 17-25 | 25-27 | 22-25 |       |       | 64 – 77   | P2 P3   |
| 4 de junio | 19:10 | Rusia     | 2 – 3 | Bulgaria  | 25-21 | 25-15 | 22-25 | 25-27 | 13-15 | 110 – 103 | P2 P3   |

#### Semana 2
- DEL 9 AL 11 DE JUNIO

Grupo D1
- Sede:  Estadio Cubierto Azadi, Teherán, Irán

| Fecha       | Hora  | Equipo 1 | Res.  | Equipo 2  | Set 1 | Set 2 | Set 3 | Set 4 | Set 5 | Total     | Reporte |
| ----------- | ----- | -------- | ----- | --------- | ----- | ----- | ----- | ----- | ----- | --------- | ------- |
| 9 de junio  | 18:10 | Serbia   | 3 – 0 | Argentina | 25-18 | 25-22 | 25-23 |       |       | 75 – 63   | P2 P3   |
| 9 de junio  | 21:10 | Irán     | 3 – 2 | Bélgica   | 23-25 | 25-17 | 25-22 | 23-25 | 15-12 | 111 – 101 | P2 P3   |
| 10 de junio | 18:10 | Bélgica  | 3 – 2 | Argentina | 23-25 | 25-20 | 25-23 | 24-26 | 15-6  | 112 – 100 | P2 P3   |
| 10 de junio | 21:15 | Irán     | 1 – 3 | Serbia    | 20-25 | 23-25 | 25-16 | 16-25 |       | 84 – 91   | P2 P3   |
| 11 de junio | 18:10 | Serbia   | 3 – 0 | Bélgica   | 25-22 | 25-18 | 25-20 |       |       | 75 – 60   | P2 P3   |
| 11 de junio | 21:10 | Irán     | 3 – 2 | Argentina | 29-27 | 25-20 | 20-25 | 23-25 | 15-11 | 112 – 108 | P2 P3   |

Grupo E1
- Sede:  Palacio de Cultura y Deportes, Varna, Bulgaria

| Fecha       | Hora  | Equipo 1 | Res.  | Equipo 2 | Set 1 | Set 2 | Set 3 | Set 4 | Set 5 | Total     | Reporte |
| ----------- | ----- | -------- | ----- | -------- | ----- | ----- | ----- | ----- | ----- | --------- | ------- |
| 9 de junio  | 16:10 | Canadá   | 1 – 3 | Brasil   | 25-23 | 20-25 | 22-25 | 23-25 |       | 90 – 98   | P2 P3   |
| 9 de junio  | 19:10 | Bulgaria | 3 – 2 | Polonia  | 25-16 | 20-25 | 19-25 | 25-23 | 16-14 | 105 – 103 | P2 P3   |
| 10 de junio | 16:40 | Brasil   | 3 – 1 | Polonia  | 25-21 | 25-20 | 17-25 | 25-19 |       | 92 – 85   | P2 P3   |
| 10 de junio | 20:40 | Canadá   | 3 – 1 | Bulgaria | 27-25 | 30-28 | 21-25 | 25-23 |       | 103 – 101 | P2 P3   |
| 11 de junio | 16:40 | Polonia  | 3 – 1 | Canadá   | 25-21 | 27-25 | 20-25 | 25-19 |       | 97 – 90   | P2 P3   |
| 11 de junio | 20:40 | Brasil   | 1 – 3 | Bulgaria | 22-25 | 19-25 | 25-23 | 19-25 |       | 85 – 98   | P2 P3   |

Grupo F1
- Sede:  Palacio de Deportes de Pau, Pau, Francia

| Fecha       | Hora  | Equipo 1       | Res.  | Equipo 2       | Set 1 | Set 2 | Set 3 | Set 4 | Set 5 | Total     | Reporte |
| ----------- | ----- | -------------- | ----- | -------------- | ----- | ----- | ----- | ----- | ----- | --------- | ------- |
| 9 de junio  | 17:30 | Italia         | 0 – 3 | Estados Unidos | 22-25 | 23-25 | 23-25 |       |       | 68 – 75   | P2 P3   |
| 9 de junio  | 20:30 | Francia        | 3 – 1 | Rusia          | 25-12 | 22-25 | 25-21 | 25-18 |       | 97 – 76   | P2 P3   |
| 10 de junio | 17:30 | Estados Unidos | 3 – 0 | Rusia          | 25-20 | 25-22 | 25-22 |       |       | 75 – 64   | P2 P3   |
| 10 de junio | 20:30 | Francia        | 3 – 1 | Italia         | 21-25 | 25-21 | 25-21 | 26-24 |       | 97 – 91   | P2 P3   |
| 11 de junio | 15:30 | Italia         | 2 – 3 | Rusia          | 33-31 | 23-25 | 25-21 | 23-25 | 10-15 | 114 – 117 | P2 P3   |
| 11 de junio | 18:50 | Francia        | 3 – 1 | Estados Unidos | 25-20 | 18-25 | 25-22 | 25-21 |       | 93 – 88   | P2 P3   |

#### Semana 3
- DEL 15 AL 18 DE JUNIO

Grupo G1
- Sede:  Orfeo Superdomo, Córdoba, Argentina

| Fecha       | Hora  | Equipo 1  | Res.  | Equipo 2 | Set 1 | Set 2 | Set 3 | Set 4 | Set 5 | Total     | Reporte |
| ----------- | ----- | --------- | ----- | -------- | ----- | ----- | ----- | ----- | ----- | --------- | ------- |
| 16 de junio | 18:10 | Brasil    | 3 – 0 | Bulgaria | 25-15 | 25-19 | 25-22 |       |       | 75 – 56   | P2 P3   |
| 16 de junio | 21:10 | Argentina | 2 – 3 | Serbia   | 22-25 | 25-19 | 22-25 | 30-28 | 12-15 | 111 – 112 | P2 P3   |
| 17 de junio | 16:10 | Bulgaria  | 3 – 2 | Serbia   | 25-18 | 20-25 | 25-23 | 24-26 | 15-12 | 109 – 104 | P2 P3   |
| 17 de junio | 19:10 | Argentina | 3 – 1 | Brasil   | 19-25 | 25-21 | 25-22 | 25-19 |       | 94 – 87   | P2 P3   |
| 18 de junio | 16:10 | Serbia    | 1 – 3 | Brasil   | 22-25 | 16-25 | 25-17 | 23-25 |       | 86 – 92   | P2 P3   |
| 18 de junio | 19:10 | Argentina | 3 – 1 | Bulgaria | 25-16 | 25-21 | 23-25 | 25-19 |       | 98 – 81   | P2 P3   |

Grupo H1
- Sede:  Spodek, Katowice, Polonia

| Fecha       | Hora  | Equipo 1       | Res.  | Equipo 2       | Set 1 | Set 2 | Set 3 | Set 4 | Set 5 | Total     | Reporte |
| ----------- | ----- | -------------- | ----- | -------------- | ----- | ----- | ----- | ----- | ----- | --------- | ------- |
| 15 de junio | 17:25 | Irán           | 0 – 3 | Estados Unidos | 17-25 | 22-25 | 28-30 |       |       | 67 – 80   | P2 P3   |
| 15 de junio | 20:25 | Polonia        | 0 – 3 | Rusia          | 22-25 | 17-25 | 21-25 |       |       | 60 – 75   | P2 P3   |
| 17 de junio | 17:25 | Estados Unidos | 2 – 3 | Rusia          | 29-31 | 25-17 | 19-25 | 29-27 | 13-15 | 115 – 115 | P2 P3   |
| 17 de junio | 21:00 | Polonia        | 3 – 0 | Irán           | 25-17 | 25-18 | 25-22 |       |       | 75 – 57   | P2 P3   |
| 18 de junio | 17:25 | Rusia          | 3 – 0 | Irán           | 26-24 | 25-18 | 25-18 |       |       | 76 – 60   | P2 P3   |
| 18 de junio | 20:25 | Polonia        | 1 – 3 | Estados Unidos | 31-29 | 17-25 | 25-27 | 20-25 |       | 93 – 106  | P2 P3   |

Grupo I1
- Sede:  Lotto Arena, Antwerp, Bélgica

| Fecha       | Hora  | Equipo 1 | Res.  | Equipo 2 | Set 1 | Set 2 | Set 3 | Set 4 | Set 5 | Total     | Reporte |
| ----------- | ----- | -------- | ----- | -------- | ----- | ----- | ----- | ----- | ----- | --------- | ------- |
| 16 de junio | 17:10 | Italia   | 3 – 2 | Francia  | 20-25 | 25-21 | 24-26 | 25-20 | 16-14 | 110 – 106 | P2 P3   |
| 16 de junio | 20:10 | Bélgica  | 2 – 3 | Canadá   | 23-25 | 13-25 | 26-24 | 25-22 | 10-15 | 97 – 111  | P2 P3   |
| 17 de junio | 17:10 | Francia  | 3 – 0 | Canadá   | 25-16 | 25-15 | 25-21 |       |       | 75 – 52   | P2 P3   |
| 17 de junio | 20:10 | Italia   | 1 – 3 | Bélgica  | 22-25 | 24-26 | 27-25 | 16-25 |       | 89 – 101  | P2 P3   |
| 18 de junio | 13:00 | Canadá   | 3 – 1 | Italia   | 20-25 | 25-22 | 25-14 | 25-22 |       | 95 – 83   | P2 P3   |
| 18 de junio | 16:00 | Bélgica  | 0 – 3 | Francia  | 21-25 | 16-25 | 16-25 |       |       | 53 – 75   | P2 P3   |

### Ronda final
- Sede:  Arena da baixada, Curitiba, Brasil

#### Fase de grupos
– Clasificados a Semifinales.

##### Grupo J
| Pos | Equipo | Juegos | Juegos | Pts. | Sets | Sets | Sets  | Puntos | Puntos | Puntos |
| Pos | Equipo | G      | P      | Pts. | G    | P    | Coc   | G      | P      | Coc    |
| --- | ------ | ------ | ------ | ---- | ---- | ---- | ----- | ------ | ------ | ------ |
| 1   | Brasil | 2      | 0      | 5    | 6    | 3    | 2.000 | 198    | 185    | 1.070  |
| 2   | Canadá | 1      | 1      | 3    | 4    | 3    | 1.333 | 163    | 159    | 1.025  |
| 3   | Rusia  | 0      | 2      | 1    | 2    | 6    | 0.333 | 168    | 185    | 0.908  |

Resultados
| Fecha      | Hora  | Equipo 1 | Res.  | Equipo 2 | Set 1 | Set 2 | Set 3 | Set 4 | Set 5 | Total     | Reporte |
| ---------- | ----- | -------- | ----- | -------- | ----- | ----- | ----- | ----- | ----- | --------- | ------- |
| 4 de julio | 15:05 | Brasil   | 3 – 1 | Canadá   | 25-21 | 17-25 | 25-19 | 25-19 |       | 92 – 84   | P2 P3   |
| 5 de julio | 15:05 | Rusia    | 0 – 3 | Canadá   | 23-25 | 27-29 | 17-25 |       |       | 67 – 79   | P2 P3   |
| 6 de julio | 15:05 | Brasil   | 3 – 2 | Rusia    | 25-18 | 18-25 | 25-19 | 22-25 | 16-14 | 106 – 101 | P2 P3   |

##### Grupo K
| Pos | Equipo         | Juegos | Juegos | Pts. | Sets | Sets | Sets  | Puntos | Puntos | Puntos |
| Pos | Equipo         | G      | P      | Pts. | G    | P    | Coc   | G      | P      | Coc    |
| --- | -------------- | ------ | ------ | ---- | ---- | ---- | ----- | ------ | ------ | ------ |
| 1   | Francia        | 2      | 0      | 4    | 6    | 4    | 1.500 | 205    | 213    | 0.962  |
| 2   | Estados Unidos | 1      | 1      | 4    | 5    | 4    | 1.250 | 205    | 197    | 1.040  |
| 3   | Serbia         | 0      | 2      | 1    | 3    | 6    | 0.500 | 194    | 194    | 1.000  |

Resultados
| Fecha      | Hora  | Equipo 1 | Res.  | Equipo 2       | Set 1 | Set 2 | Set 3 | Set 4 | Set 5 | Total     | Reporte |
| ---------- | ----- | -------- | ----- | -------------- | ----- | ----- | ----- | ----- | ----- | --------- | ------- |
| 4 de julio | 17:40 | Francia  | 3 – 2 | Estados Unidos | 27-25 | 20-25 | 26-24 | 17-25 | 15-12 | 105 – 111 | P2 P3   |
| 5 de julio | 17:40 | Serbia   | 1 – 3 | Estados Unidos | 22-25 | 23-25 | 25-19 | 22-25 |       | 92 – 94   | P2 P3   |
| 6 de julio | 17:40 | Francia  | 3 – 2 | Serbia         | 25-21 | 25-20 | 17-25 | 18-25 | 15-11 | 100 – 102 | P2 P3   |

#### Cuadro final
|  | Semifinales    | Semifinales |   |                | Final        | Final |  |
|  |                |             |   |                |              |       |  |
|  |                |             |   |                |              |       |  |
|  | 7-jul          |             |   |                |              |       |  |
|  | Brasil         | 3           |   |                |              |       |  |
|  | Estados Unidos | 1           |   |                |              |       |  |
|  |                |             |   |                |              |       |  |
|  |                |             |   |                | 8-jul        |       |  |
|  |                |             |   |                | Brasil       | 2     |  |
|  |                | Francia     | 3 |                |              |       |  |
|  |                |             |   |                |              |       |  |
|  |                |             |   |                |              |       |  |
|  |                |             |   |                | Tercer lugar |       |  |
|  | 7-jul          | 7-jul       |   | 8-jul          | 8-jul        |       |  |
|  | Francia        | 3           |   | Estados Unidos | 1            |       |  |
|  | Canadá         | 1           |   |                | Canadá       | 3     |  |

##### Semifinales
| Fecha      | Hora  | Equipo 1 | Res.  | Equipo 2       | Set 1 | Set 2 | Set 3 | Set 4 | Set 5 | Total   | Reporte |
| ---------- | ----- | -------- | ----- | -------------- | ----- | ----- | ----- | ----- | ----- | ------- | ------- |
| 7 de julio | 15:05 | Brasil   | 3 – 1 | Estados Unidos | 25-20 | 23-25 | 25-20 | 25-19 |       | 98 – 84 | P2 P3   |
| 7 de julio | 17:40 | Francia  | 3 – 1 | Canadá         | 25-19 | 22-25 | 25-19 | 25-21 |       | 97 – 84 | P2 P3   |

##### Tercer Lugar
| Fecha      | Hora  | Equipo 1       | Res.  | Equipo 2 | Set 1 | Set 2 | Set 3 | Set 4 | Set 5 | Total   | Reporte |
| ---------- | ----- | -------------- | ----- | -------- | ----- | ----- | ----- | ----- | ----- | ------- | ------- |
| 8 de julio | 20:00 | Estados Unidos | 1 – 3 | Canadá   | 25-18 | 20-25 | 22-25 | 21-25 |       | 86 – 93 | P2 P3   |

##### Final
| Fecha      | Hora  | Equipo 1 | Res.  | Equipo 2 | Set 1 | Set 2 | Set 3 | Set 4 | Set 5 | Total     | Reporte |
| ---------- | ----- | -------- | ----- | -------- | ----- | ----- | ----- | ----- | ----- | --------- | ------- |
| 8 de julio | 23:05 | Brasil   | 2 – 3 | Francia  | 25-21 | 15-25 | 23-25 | 25-19 | 13-15 | 101 – 105 | P2 P3   |

## Grupo 2

### Ronda Intercontinental

#### Posiciones
– Clasificados a la ronda final.
     – Clasificado a la ronda final como organizador.
     – Relegado al grupo 3.
| Pos | Equipo          | Juegos | Juegos | Pts. | Sets | Sets | Sets  | Puntos | Puntos | Puntos |
| Pos | Equipo          | G      | P      | Pts. | G    | P    | Coc   | G      | P      | Coc    |
| --- | --------------- | ------ | ------ | ---- | ---- | ---- | ----- | ------ | ------ | ------ |
| 1   | Eslovenia       | 8      | 1      | 24   | 26   | 10   | 2.600 | 873    | 778    | 1.122  |
| 2   | Países Bajos    | 7      | 2      | 21   | 24   | 10   | 2.400 | 804    | 698    | 1.152  |
| 3   | Australia       | 6      | 3      | 16   | 21   | 15   | 1.400 | 826    | 793    | 1.042  |
| 4   | Japón           | 5      | 4      | 16   | 21   | 18   | 1.167 | 873    | 823    | 1.061  |
| 5   | China           | 5      | 4      | 15   | 19   | 16   | 1.188 | 803    | 815    | 0.985  |
| 6   | Corea del Sur   | 5      | 4      | 12   | 18   | 20   | 0.900 | 796    | 829    | 0.960  |
| 7   | Eslovaquia      | 4      | 5      | 13   | 14   | 17   | 0.824 | 673    | 705    | 0.955  |
| 8   | República Checa | 4      | 5      | 12   | 16   | 18   | 0.889 | 724    | 771    | 0.939  |
| 9   | Finlandia       | 3      | 6      | 10   | 15   | 20   | 0.750 | 785    | 791    | 0.992  |
| 10  | Portugal        | 3      | 6      | 10   | 15   | 22   | 0.682 | 793    | 837    | 0.947  |
| 11  | Turquía         | 3      | 6      | 9    | 16   | 22   | 0.727 | 848    | 869    | 0.976  |
| 12  | Egipto          | 1      | 8      | 4    | 9    | 26   | 0.346 | 729    | 818    | 0.891  |

#### Semana 1
- DEL 2 AL 4 DE JUNIO[3]

Grupo A2
- Sede:  Jangchung Arena, Seúl, Corea del Sur

| Fecha      | Hora  | Equipo 1        | Res.  | Equipo 2        | Set 1 | Set 2 | Set 3 | Set 4 | Set 5 | Total     | Reporte |
| ---------- | ----- | --------------- | ----- | --------------- | ----- | ----- | ----- | ----- | ----- | --------- | ------- |
| 2 de junio | 16:00 | Finlandia       | 1 – 3 | Eslovenia       | 22-25 | 15-25 | 25-22 | 23-25 |       | 85 – 97   | P2 P3   |
| 2 de junio | 19:00 | Corea del Sur   | 3 – 2 | República Checa | 25-17 | 23-25 | 24-26 | 25-19 | 15-12 | 112 – 99  | P2 P3   |
| 3 de junio | 13:00 | Corea del Sur   | 1 – 3 | Eslovenia       | 23-25 | 25-23 | 14-25 | 23-25 |       | 85 – 98   | P2 P3   |
| 3 de junio | 15:30 | República Checa | 3 – 1 | Finlandia       | 16-25 | 25-23 | 25-22 | 25-16 |       | 91 – 86   | P2 P3   |
| 4 de junio | 12:00 | Eslovenia       | 3 – 1 | República Checa | 25-19 | 25-21 | 23-25 | 25-16 |       | 98 – 81   | P2 P3   |
| 4 de junio | 14:40 | Corea del Sur   | 3 – 2 | Finlandia       | 24-26 | 25-21 | 25-23 | 22-25 | 15-13 | 111 – 108 | P2 P3   |

Grupo B2
- Sede:  Aréna Poprad, Proprad, Eslovaquia

| Fecha      | Hora  | Equipo 1   | Res.  | Equipo 2  | Set 1 | Set 2 | Set 3 | Set 4 | Set 5 | Total     | Reporte |
| ---------- | ----- | ---------- | ----- | --------- | ----- | ----- | ----- | ----- | ----- | --------- | ------- |
| 2 de junio | 15:00 | Australia  | 3 – 2 | Portugal  | 21-25 | 25-20 | 25-18 | 22-25 | 20-18 | 113 – 106 | P2 P3   |
| 2 de junio | 18:00 | Eslovaquia | 3 – 0 | Japón     | 25-20 | 25-20 | 27-25 |       |       | 77 – 65   | P2 P3   |
| 3 de junio | 15:00 | Japón      | 2 – 3 | Portugal  | 21-25 | 25-19 | 25-21 | 24-26 | 9-15  | 104 – 106 | P2 P3   |
| 3 de junio | 20:10 | Eslovaquia | 3 – 1 | Australia | 25-22 | 21-25 | 30-28 | 25-22 |       | 101 – 97  | P2 P3   |
| 4 de junio | 15:00 | Australia  | 1 – 3 | Japón     | 18-25 | 25-17 | 21-25 | 22-25 |       | 86 – 92   | P2 P3   |
| 4 de junio | 18:00 | Eslovaquia | 3 – 0 | Portugal  | 25-20 | 25-23 | 25-19 |       |       | 75 – 62   | P2 P3   |

Grupo C2
- Sede:  Pabellón de voleibol Başkent, Ankara, Turquía

| Fecha      | Hora  | Equipo 1     | Res.  | Equipo 2     | Set 1 | Set 2 | Set 3 | Set 4 | Set 5 | Total     | Reporte |
| ---------- | ----- | ------------ | ----- | ------------ | ----- | ----- | ----- | ----- | ----- | --------- | ------- |
| 2 de junio | 14:00 | Países Bajos | 3 – 0 | Egipto       | 25-17 | 25-23 | 27-25 |       |       | 77 – 65   | P2 P3   |
| 2 de junio | 17:00 | Turquía      | 3 – 2 | China        | 25-22 | 25-20 | 21-25 | 24-26 | 15-12 | 110 – 105 | P2 P3   |
| 3 de junio | 14:00 | China        | 3 – 1 | Países Bajos | 29-27 | 23-25 | 25-22 | 25-23 |       | 102 – 97  | P2 P3   |
| 3 de junio | 17:00 | Egipto       | 0 – 3 | Turquía      | 20-25 | 20-25 | 15-25 |       |       | 55 – 75   | P2 P3   |
| 4 de junio | 14:00 | Turquía      | 3 – 2 | Países Bajos | 25-22 | 23-25 | 25-18 | 24-26 | 17-15 | 114 – 106 | P2 P3   |
| 4 de junio | 17:15 | Egipto       | 0 – 3 | China        | 18-25 | 20-25 | 22-25 |       |       | 60 – 75   | P2 P3   |

#### Semana 2
- DEL 8 AL 11 DE JUNIO

Grupo D2
- Sede:  Hartwall Arena, Helsinki, Finlandia

| Fecha       | Hora  | Equipo 1   | Res.  | Equipo 2   | Set 1 | Set 2 | Set 3 | Set 4 | Set 5 | Total   | Reporte |
| ----------- | ----- | ---------- | ----- | ---------- | ----- | ----- | ----- | ----- | ----- | ------- | ------- |
| 8 de junio  | 16:00 | Australia  | 3 – 0 | China      | 25-22 | 25-13 | 25-21 |       |       | 75 – 56 | P2 P3   |
| 8 de junio  | 19:00 | Finlandia  | 3 – 0 | Eslovaquia | 25-19 | 25-19 | 25-19 |       |       | 75 – 57 | P2 P3   |
| 9 de junio  | 15:00 | Eslovaquia | 0 – 3 | Australia  | 21-25 | 19-25 | 23-25 |       |       | 63 – 75 | P2 P3   |
| 9 de junio  | 18:00 | Finlandia  | 3 – 1 | China      | 25-23 | 21-25 | 25-21 | 27-25 |       | 98 – 94 | P2 P3   |
| 10 de junio | 15:00 | China      | 1 – 3 | Eslovaquia | 20-25 | 25-17 | 12-25 | 21-25 |       | 78 – 92 | P2 P3   |
| 10 de junio | 18:00 | Finlandia  | 1 – 3 | Australia  | 21-25 | 25-14 | 21-25 | 19-25 |       | 86 – 89 | P2 P3   |

Grupo E2
- Sede:  Takasaki Arena, Takasaki, Japón

| Fecha       | Hora  | Equipo 1  | Res.  | Equipo 2      | Set 1 | Set 2 | Set 3 | Set 4 | Set 5 | Total     | Reporte |
| ----------- | ----- | --------- | ----- | ------------- | ----- | ----- | ----- | ----- | ----- | --------- | ------- |
| 9 de junio  | 15:40 | Eslovenia | 3 – 2 | Corea del Sur | 25-20 | 23-25 | 25-13 | 24-26 | 15-12 | 112 – 96  | P2 P3   |
| 9 de junio  | 19:10 | Japón     | 3 – 1 | Turquía       | 25-15 | 26-24 | 25-27 | 25-16 |       | 101 – 82  | P2 P3   |
| 10 de junio | 15:40 | Turquía   | 2 – 3 | Corea del Sur | 23-25 | 20-25 | 25-20 | 25-17 | 12-15 | 105 – 102 | P2 P3   |
| 10 de junio | 19:10 | Japón     | 3 – 2 | Eslovenia     | 25-22 | 17-25 | 25-18 | 22-25 | 17-15 | 106 – 105 | P2 P3   |
| 11 de junio | 15:40 | Eslovenia | 3 – 1 | Turquía       | 25-23 | 25-22 | 26-28 | 25-21 |       | 101 – 94  | P2 P3   |
| 11 de junio | 19:10 | Japón     | 3 – 0 | Corea del Sur | 25-18 | 25-18 | 25-20 |       |       | 75 – 56   | P2 P3   |

Grupo F2
- Sede:  Budvar Arena, České Budějovice, República Checa

| Fecha       | Hora  | Equipo 1        | Res.  | Equipo 2        | Set 1 | Set 2 | Set 3 | Set 4 | Set 5 | Total     | Reporte |
| ----------- | ----- | --------------- | ----- | --------------- | ----- | ----- | ----- | ----- | ----- | --------- | ------- |
| 9 de junio  | 16:10 | Países Bajos    | 3 – 1 | Portugal        | 22-25 | 25-22 | 25-23 | 25-18 |       | 97 – 88   | P2 P3   |
| 9 de junio  | 19:10 | República Checa | 3 – 2 | Egipto          | 22-25 | 25-21 | 23-25 | 25-23 | 16-14 | 111 – 108 | P2 P3   |
| 10 de junio | 16:10 | Portugal        | 2 – 3 | Egipto          | 16-25 | 17-25 | 25-19 | 25-21 | 17-19 | 100 – 109 | P2 P3   |
| 10 de junio | 19:10 | Países Bajos    | 3 – 0 | República Checa | 25-19 | 25-15 | 25-15 |       |       | 75 – 49   | P2 P3   |
| 11 de junio | 16:10 | Egipto          | 2 – 3 | Países Bajos    | 25-17 | 25-19 | 11-25 | 18-25 | 10-15 | 89 – 101  | P2 P3   |
| 11 de junio | 19:10 | República Checa | 3 – 0 | Portugal        | 25-21 | 25-21 | 25-16 |       |       | 75 – 58   | P2 P3   |

#### Semana 3
- DEL 16 AL 18 DE JUNIO

Grupo G2
- Sede:  Centro de gimnásia deportiva Kunshan, Kunshan, China

| Fecha       | Hora  | Equipo 1  | Res.  | Equipo 2  | Set 1 | Set 2 | Set 3 | Set 4 | Set 5 | Total     | Reporte |
| ----------- | ----- | --------- | ----- | --------- | ----- | ----- | ----- | ----- | ----- | --------- | ------- |
| 16 de junio | 15:00 | Australia | 3 – 2 | Japón     | 29-27 | 18-25 | 24-26 | 25-21 | 15-9  | 111 – 108 | P2 P3   |
| 16 de junio | 19:00 | China     | 3 – 0 | Turquía   | 43-41 | 26-24 | 25-21 |       |       | 94 – 86   | P2 P3   |
| 17 de junio | 15:00 | Japón     | 3 – 2 | Turquía   | 22-25 | 25-12 | 22-25 | 25-19 | 15-12 | 109 – 93  | P2 P3   |
| 17 de junio | 19:00 | China     | 3 – 1 | Australia | 17-25 | 25-19 | 25-23 | 25-17 |       | 92 – 84   | P2 P3   |
| 18 de junio | 15:00 | Turquía   | 1 – 3 | Australia | 24-26 | 25-20 | 21-25 | 19-25 |       | 89 – 96   | P2 P3   |
| 18 de junio | 19:00 | China     | 3 – 2 | Japón     | 20-25 | 28-26 | 17-25 | 25-22 | 17-15 | 107 – 113 | P2 P3   |

Grupo H2
- Sede:  Cairo Stadium Indoor Halls Complex, El Cairo, Egipto

| Fecha       | Hora  | Equipo 1  | Res.  | Equipo 2  | Set 1 | Set 2 | Set 3 | Set 4 | Set 5 | Total   | Reporte |
| ----------- | ----- | --------- | ----- | --------- | ----- | ----- | ----- | ----- | ----- | ------- | ------- |
| 16 de junio | 14:00 | Portugal  | 3 – 1 | Finlandia | 20-25 | 25-22 | 25-19 | 25-22 |       | 95 – 88 | P2 P3   |
| 16 de junio | 21:30 | Egipto    | 0 – 3 | Eslovenia | 23-25 | 37-39 | 23-25 |       |       | 83 – 89 | P2 P3   |
| 17 de junio | 14:00 | Finlandia | 0 – 3 | Eslovenia | 21-25 | 23-25 | 22-25 |       |       | 66 – 75 | P2 P3   |
| 17 de junio | 21:30 | Egipto    | 1 – 3 | Portugal  | 25-22 | 17-25 | 15-25 | 21-25 |       | 78 – 97 | P2 P3   |
| 18 de junio | 14:00 | Eslovenia | 3 – 1 | Portugal  | 25-16 | 25-21 | 23-25 | 25-19 |       | 98 – 81 | P2 P3   |
| 18 de junio | 21:30 | Egipto    | 1 – 3 | Finlandia | 22-25 | 13-25 | 25-18 | 22-25 |       | 82 – 93 | P2 P3   |

Grupo I2
- Sede:  Sportcampus Zuiderpark, La Haya, Países Bajos

| Fecha       | Hora  | Equipo 1        | Res.  | Equipo 2        | Set 1 | Set 2 | Set 3 | Set 4 | Set 5 | Total    | Reporte |
| ----------- | ----- | --------------- | ----- | --------------- | ----- | ----- | ----- | ----- | ----- | -------- | ------- |
| 16 de junio | 18:00 | Corea del Sur   | 0 – 3 | Países Bajos    | 21-25 | 16-25 | 16-25 |       |       | 53 – 75  | P2 P3   |
| 16 de junio | 20:30 | Eslovaquia      | 0 – 3 | República Checa | 16-25 | 23-25 | 17-25 |       |       | 56 – 75  | P2 P3   |
| 17 de junio | 18:00 | Países Bajos    | 3 – 0 | Eslovaquia      | 25-21 | 25-23 | 25-15 |       |       | 75 – 59  | P2 P3   |
| 17 de junio | 20:30 | República Checa | 0 – 3 | Corea del Sur   | 18-25 | 25-27 | 21-25 |       |       | 64 – 77  | P2 P3   |
| 18 de junio | 15:30 | Corea del Sur   | 3 – 2 | Eslovaquia      | 25-18 | 18-25 | 25-18 | 20-25 | 15-7  | 103 – 93 | P2 P3   |
| 18 de junio | 18:00 | Países Bajos    | 3 – 1 | República Checa | 26-28 | 25-17 | 25-21 | 25-13 |       | 101 – 79 | P2 P3   |

### Ronda final
- Sede:  Australia

#### Cuadro final
|  | Semifinales  | Semifinales |   |              | Final        | Final |  |
|  |              |             |   |              |              |       |  |
|  |              |             |   |              |              |       |  |
|  | 24-jun       |             |   |              |              |       |  |
|  | Eslovenia    | 3           |   |              |              |       |  |
|  | Países Bajos | 0           |   |              |              |       |  |
|  |              |             |   |              |              |       |  |
|  |              |             |   |              | 25-jun       |       |  |
|  |              |             |   |              | Eslovenia    | 3     |  |
|  |              | Japón       | 0 |              |              |       |  |
|  |              |             |   |              |              |       |  |
|  |              |             |   |              |              |       |  |
|  |              |             |   |              | Tercer lugar |       |  |
|  | 24-jun       | 24-jun      |   | 25-jun       | 25-jun       |       |  |
|  | Australia    | 2           |   | Países Bajos | 0            |       |  |
|  | Japón        | 3           |   |              | Australia    | 3     |  |

##### Semifinales
| Fecha       | Hora  | Equipo 1  | Res.  | Equipo 2     | Set 1 | Set 2 | Set 3 | Set 4 | Set 5 | Total     | Reporte |
| ----------- | ----- | --------- | ----- | ------------ | ----- | ----- | ----- | ----- | ----- | --------- | ------- |
| 24 de junio | 17:10 | Eslovenia | 3 – 0 | Países Bajos | 25-15 | 32-30 | 25-20 |       |       | 82 – 65   | P2 P3   |
| 24 de junio | 19:40 | Australia | 2 – 3 | Japón        | 25-23 | 18-25 | 23-25 | 25-22 | 16-18 | 107 – 113 | P2 P3   |

##### Tercer Lugar
| Fecha       | Hora  | Equipo 1     | Res.  | Equipo 2  | Set 1 | Set 2 | Set 3 | Set 4 | Set 5 | Total   | Reporte |
| ----------- | ----- | ------------ | ----- | --------- | ----- | ----- | ----- | ----- | ----- | ------- | ------- |
| 25 de junio | 13:40 | Países Bajos | 0 – 3 | Australia | 27-29 | 19-25 | 26-28 |       |       | 72 – 82 | P2 P3   |

##### Final
| Fecha       | Hora  | Equipo 1  | Res.  | Equipo 2 | Set 1 | Set 2 | Set 3 | Set 4 | Set 5 | Total   | Reporte |
| ----------- | ----- | --------- | ----- | -------- | ----- | ----- | ----- | ----- | ----- | ------- | ------- |
| 25 de junio | 16:10 | Eslovenia | 3 – 0 | Japón    | 25-17 | 26-24 | 25-17 |       |       | 76 – 58 | P2 P3   |

## Grupo 3

### Ronda intercontinental

#### Posiciones
– Clasificados a la ronda final.
     – Clasificado a la ronda final como organizador.
| Pos | Equipo       | Juegos | Juegos | Pts. | Sets | Sets | Sets  | Puntos | Puntos | Puntos |
| Pos | Equipo       | G      | P      | Pts. | G    | P    | Coc   | G      | P      | Coc    |
| --- | ------------ | ------ | ------ | ---- | ---- | ---- | ----- | ------ | ------ | ------ |
| 1   | Alemania     | 5      | 1      | 15   | 16   | 5    | 3.200 | 522    | 439    | 1.189  |
| 2   | España       | 5      | 1      | 14   | 15   | 7    | 2.142 | 516    | 474    | 1.088  |
| 3   | Estonia      | 5      | 1      | 13   | 16   | 7    | 2.285 | 526    | 441    | 1.192  |
| 4   | Austria      | 4      | 2      | 11   | 13   | 10   | 1.300 | 536    | 455    | 1.178  |
| 5   | Túnez        | 4      | 2      | 11   | 15   | 12   | 1.250 | 596    | 561    | 1.062  |
| 6   | Montenegro   | 3      | 3      | 9    | 12   | 12   | 1.000 | 507    | 511    | 0.992  |
| 7   | Qatar        | 3      | 3      | 9    | 10   | 10   | 1.000 | 464    | 484    | 0.958  |
| 8   | China Taipéi | 2      | 4      | 8    | 12   | 14   | 0.857 | 555    | 584    | 0.950  |
| 9   | México       | 2      | 4      | 8    | 10   | 13   | 0.769 | 498    | 513    | 0.970  |
| 10  | Venezuela    | 2      | 4      | 6    | 8    | 13   | 0.615 | 408    | 519    | 0.786  |
| 11  | Kazajistán   | 1      | 5      | 3    | 6    | 16   | 0.375 | 452    | 531    | 0.851  |
| 12  | Grecia       | 0      | 6      | 1    | 4    | 18   | 0.222 | 468    | 536    | 0.873  |

#### Semana 1
- DEL 2 AL 4 DE JUNIO[4]

Grupo A3
- Sede:  Pabellón del Valle de Hebrón, Barcelona, España

| Fecha      | Hora  | Equipo 1 | Res.  | Equipo 2 | Set 1 | Set 2 | Set 3 | Set 4 | Set 5 | Total   | Reporte |
| ---------- | ----- | -------- | ----- | -------- | ----- | ----- | ----- | ----- | ----- | ------- | ------- |
| 2 de junio | 17:30 | Qatar    | 3 – 0 | Grecia   | 25-20 | 25-23 | 25-21 |       |       | 75 – 64 | P2 P3   |
| 2 de junio | 20:00 | España   | 3 – 0 | México   | 25-23 | 25-23 | 25-21 |       |       | 75 – 67 | P2 P3   |
| 3 de junio | 15:30 | Grecia   | 1 – 3 | México   | 19-25 | 22-25 | 25-23 | 21-25 |       | 87 – 98 | P2 P3   |
| 3 de junio | 18:00 | España   | 3 – 1 | Qatar    | 25-21 | 21-25 | 25-15 | 25-13 |       | 96 – 74 | P2 P3   |
| 4 de junio | 15:30 | Qatar    | 0 – 3 | México   | 17-25 | 25-27 | 21-25 |       |       | 63 – 77 | P2 P3   |
| 4 de junio | 18:00 | España   | 3 – 1 | Grecia   | 25-21 | 22-25 | 25-23 | 25-23 |       | 97 – 92 | P2 P3   |

Grupo B3
- Sede:  Nikoljac Sports Center, Bijelo Polje, Montenegro

| Fecha      | Hora  | Equipo 1     | Res.  | Equipo 2     | Set 1 | Set 2 | Set 3 | Set 4 | Set 5 | Total     | Reporte |
| ---------- | ----- | ------------ | ----- | ------------ | ----- | ----- | ----- | ----- | ----- | --------- | ------- |
| 2 de junio | 17:00 | China Taipéi | 2 – 3 | Estonia      | 25-23 | 24-26 | 17-25 | 25-20 | 12-15 | 103 – 109 | P2 P3   |
| 2 de junio | 20:00 | Montenegro   | 3 – 2 | Túnez        | 18-25 | 25-15 | 25-19 | 25-27 | 15-9  | 108 – 95  | P2 P3   |
| 3 de junio | 17:00 | Estonia      | 1 – 3 | Túnez        | 25-18 | 17-25 | 21-25 | 21-25 |       | 84 – 93   | P2 P3   |
| 3 de junio | 20:00 | China Taipéi | 1 – 3 | Montenegro   | 22-25 | 14-25 | 25-22 | 24-26 |       | 85 – 98   | P2 P3   |
| 4 de junio | 17:00 | Túnez        | 3 – 1 | China Taipéi | 19-25 | 25-19 | 25-21 | 25-15 |       | 94 – 80   | P2 P3   |
| 4 de junio | 20:00 | Montenegro   | 0 – 3 | Estonia      | 18-25 | 16-25 | 13-25 |       |       | 47 – 75   | P2 P3   |

Grupo C3
- Sede:  Fraport Arena, Frankfurt, Alemania

| Fecha      | Hora  | Equipo 1   | Res.  | Equipo 2   | Set 1 | Set 2 | Set 3 | Set 4 | Set 5 | Total   | Reporte         |
| ---------- | ----- | ---------- | ----- | ---------- | ----- | ----- | ----- | ----- | ----- | ------- | --------------- |
| 2 de junio | 15:00 | Venezuela  | 0 – 3 | Austria    | 0-25  | 0-25  | 0-25  |       |       | 0 – 75  | No presentación |
| 2 de junio | 18:10 | Kazajistán | 0 – 3 | Alemania   | 17-25 | 16-25 | 22-25 |       |       | 55 – 75 | P2 P3           |
| 3 de junio | 15:00 | Kazajistán | 1 – 3 | Venezuela  | 21-25 | 19-25 | 25-23 | 22-25 |       | 87 – 98 | P2 P3           |
| 3 de junio | 18:00 | Austria    | 1 – 3 | Alemania   | 25-22 | 16-25 | 23-25 | 23-25 |       | 87 – 97 | P2 P3           |
| 4 de junio | 15:00 | Austria    | 3 – 1 | Kazajistán | 25-22 | 21-25 | 25-11 | 25-17 |       | 96 – 75 | P2 P3           |
| 4 de junio | 18:00 | Alemania   | 3 – 1 | Venezuela  | 25-15 | 25-19 | 22-25 | 25-14 |       | 97 – 73 | P2 P3           |

#### Semana 2
- DEL 9 AL 11 DE JUNIO

Grupo D3
- Sede:  Kalevi Spordihall, Tallin, Estonia

| Fecha       | Hora  | Equipo 1  | Res.  | Equipo 2  | Set 1 | Set 2 | Set 3 | Set 4 | Set 5 | Total     | Reporte |
| ----------- | ----- | --------- | ----- | --------- | ----- | ----- | ----- | ----- | ----- | --------- | ------- |
| 9 de junio  | 16:00 | Venezuela | 3 – 0 | Grecia    | 25-20 | 29-27 | 25-16 |       |       | 79 – 63   | P2 P3   |
| 9 de junio  | 19:00 | Estonia   | 3 – 0 | Qatar     | 25-16 | 25-15 | 25-20 |       |       | 75 – 51   | P2 P3   |
| 10 de junio | 16:00 | Grecia    | 0 – 3 | Qatar     | 23-25 | 21-25 | 27-29 |       |       | 71 – 79   | P2 P3   |
| 10 de junio | 19:00 | Venezuela | 0 – 3 | Estonia   | 21-25 | 16-25 | 19-25 |       |       | 56 – 75   | P2 P3   |
| 11 de junio | 16:00 | Qatar     | 3 – 1 | Venezuela | 27-29 | 25-16 | 45-43 | 25-13 |       | 122 – 101 | P2 P3   |
| 11 de junio | 19:00 | Grecia    | 2 – 3 | Estonia   | 13-25 | 25-21 | 25-22 | 17-25 | 11-15 | 91 – 108  | P2 P3   |

Grupo E3
- Sede:  Palacio de Deportes de El Menzah, Túnez, Túnez

| Fecha       | Hora  | Equipo 1   | Res.  | Equipo 2     | Set 1 | Set 2 | Set 3 | Set 4 | Set 5 | Total     | Reporte |
| ----------- | ----- | ---------- | ----- | ------------ | ----- | ----- | ----- | ----- | ----- | --------- | ------- |
| 9 de junio  | 16:00 | Montenegro | 1 – 3 | China Taipéi | 22-25 | 21-25 | 25-18 | 17-25 |       | 85 – 93   | P2 P3   |
| 9 de junio  | 22:00 | Túnez      | 1 – 3 | Kazajistán   | 25-13 | 28-30 | 21-25 | 21-25 |       | 95 – 93   | P2 P3   |
| 10 de junio | 16:00 | Montenegro | 3 – 0 | Kazajistán   | 25-16 | 25-17 | 25-19 |       |       | 75 – 52   | P2 P3   |
| 10 de junio | 22:00 | Túnez      | 3 – 2 | China Taipéi | 25-23 | 23-25 | 25-17 | 20-25 | 15-12 | 108 – 102 | P2 P3   |
| 11 de junio | 16:00 | Kazajistán | 1 – 3 | China Taipéi | 23-25 | 25-17 | 21-25 | 21-25 |       | 90 – 92   | P2 P3   |
| 11 de junio | 22:00 | Túnez      | 3 – 2 | Montenegro   | 25-20 | 25-17 | 23-25 | 23-25 | 15-7  | 111 – 94  | P2 P3   |

Grupo F3
- Sede:  TipsArena Linz, Linz, Austria

| Fecha       | Hora  | Equipo 1 | Res.  | Equipo 2 | Set 1 | Set 2 | Set 3 | Set 4 | Set 5 | Total     | Reporte |
| ----------- | ----- | -------- | ----- | -------- | ----- | ----- | ----- | ----- | ----- | --------- | ------- |
| 9 de junio  | 17:45 | México   | 2 – 3 | España   | 25-23 | 18-25 | 25-21 | 19-25 | 9-15  | 96 – 109  | P2 P3   |
| 9 de junio  | 20:15 | Austria  | 3 – 1 | Alemania | 25-20 | 27-29 | 30-28 | 25-23 |       | 107 – 100 | P2 P3   |
| 10 de junio | 17:45 | España   | 0 – 3 | Alemania | 26-28 | 15-25 | 19-25 |       |       | 60 – 78   | P2 P3   |
| 10 de junio | 20:15 | México   | 2 – 3 | Austria  | 25-21 | 20-25 | 25-18 | 22-25 | 12-15 | 104 – 104 | P2 P3   |
| 11 de junio | 17:45 | Alemania | 3 – 0 | México   | 25-17 | 25-22 | 25-17 |       |       | 75 – 56   | P2 P3   |
| 11 de junio | 20:15 | Austria  | 0 – 3 | España   | 21-25 | 19-25 | 27-29 |       |       | 67 – 79   | P2 P3   |

### Ronda final
- Sede:  Domo de la Feria

|ciudad             = LeónMéxico

#### Cuadro final
|  | Semifinales | Semifinales |   |          | Final        | Final |  |
|  |             |             |   |          |              |       |  |
|  |             |             |   |          |              |       |  |
|  | 17-jun      |             |   |          |              |       |  |
|  | Alemania    | 0           |   |          |              |       |  |
|  | España      | 3           |   |          |              |       |  |
|  |             |             |   |          |              |       |  |
|  |             |             |   |          | 18-jun       |       |  |
|  |             |             |   |          | España       | 0     |  |
|  |             | Estonia     | 3 |          |              |       |  |
|  |             |             |   |          |              |       |  |
|  |             |             |   |          |              |       |  |
|  |             |             |   |          | Tercer lugar |       |  |
|  | 17-jun      | 17-jun      |   | 18-jun   | 18-jun       |       |  |
|  | México      | 0           |   | Alemania | 3            |       |  |
|  | Estonia     | 3           |   |          | México       | 0     |  |

##### Semifinales
| Fecha       | Hora  | Equipo 1 | Res.  | Equipo 2 | Set 1 | Set 2 | Set 3 | Set 4 | Set 5 | Total   | Reporte |
| ----------- | ----- | -------- | ----- | -------- | ----- | ----- | ----- | ----- | ----- | ------- | ------- |
| 17 de junio | 17:01 | Alemania | 0 – 3 | España   | 24-26 | 18-25 | 22-25 |       |       | 64 – 76 | P2 P3   |
| 17 de junio | 19:30 | México   | 0 – 3 | Estonia  | 22-25 | 13-25 | 20-25 |       |       | 55 – 75 | P2 P3   |

##### Tercer Lugar
| Fecha       | Hora  | Equipo 1 | Res.  | Equipo 2 | Set 1 | Set 2 | Set 3 | Set 4 | Set 5 | Total   | Reporte |
| ----------- | ----- | -------- | ----- | -------- | ----- | ----- | ----- | ----- | ----- | ------- | ------- |
| 18 de junio | 16:00 | Alemania | 3 – 0 | México   | 25-19 | 25-19 | 26-24 |       |       | 76 – 62 | P2 P3   |

##### Final
| Fecha       | Hora  | Equipo 1 | Res.  | Equipo 2 | Set 1 | Set 2 | Set 3 | Set 4 | Set 5 | Total   | Reporte |
| ----------- | ----- | -------- | ----- | -------- | ----- | ----- | ----- | ----- | ----- | ------- | ------- |
| 18 de junio | 18:30 | España   | 0 – 3 | Estonia  | 22-25 | 16-25 | 21-25 |       |       | 59 – 75 | P2 P3   |

## Posiciones finales
| \| Rank \| Team \| \| ----------------- \| --------------- \| \| Medalla de oro \| Francia \| \| Medalla de plata \| Brasil \| \| Medalla de bronce \| Canadá \| \| 4 \| Estados Unidos \| \| 5 \| Serbia \| \| 5 \| Rusia \| \| 7 \| Bélgica \| \| 8 \| Polonia \| \| 9 \| Bulgaria \| \| 10 \| Argentina \| \| 11 \| Irán \| \| 12 \| Italia \| \| 13 \| Eslovenia \| \| 14 \| Japón \| \| 15 \| Australia \| \| 16 \| Países Bajos \| \| 17 \| China \| \| 18 \| Corea del Sur \| \| 19 \| Eslovaquia \| \| 20 \| República Checa \| \| 21 \| Finlandia \| \| 22 \| Portugal \| \| 23 \| Turquía \| \| 24 \| Egipto \| \| 25 \| Estonia \| \| 26 \| España \| \| 27 \| Alemania \| \| 28 \| México \| \| 29 \| Austria \| \| 30 \| Túnez \| \| 31 \| Montenegro \| \| 32 \| Qatar \| \| 33 \| China Taipéi \| \| 34 \| Venezuela \| \| 35 \| Kazajistán \| \| 36 \| Grecia \| |                 |
| Rank | Team            |
| Medalla de oro | Francia         |
| Medalla de plata | Brasil          |
| Medalla de bronce | Canadá          |
| 4 | Estados Unidos  |
| 5 | Serbia          |
| 5 | Rusia           |
| 7 | Bélgica         |
| 8 | Polonia         |
| 9 | Bulgaria        |
| 10 | Argentina       |
| 11 | Irán            |
| 12 | Italia          |
| 13 | Eslovenia       |
| 14 | Japón           |
| 15 | Australia       |
| 16 | Países Bajos    |
| 17 | China           |
| 18 | Corea del Sur   |
| 19 | Eslovaquia      |
| 20 | República Checa |
| 21 | Finlandia       |
| 22 | Portugal        |
| 23 | Turquía         |
| 24 | Egipto          |
| 25 | Estonia         |
| 26 | España          |
| 27 | Alemania        |
| 28 | México          |
| 29 | Austria         |
| 30 | Túnez           |
| 31 | Montenegro      |
| 32 | Qatar           |
| 33 | China Taipéi    |
| 34 | Venezuela       |
| 35 | Kazajistán      |
| 36 | Grecia          |